# 伊藤卓朗
伊藤 卓朗（いとう たくろう、1978年 - ）は、博士（生命科学）、慶應義塾大学先端生命科学研究所・研究員。

## 経歴
- 1978年（昭和53年） - 山形県鶴岡市に生れる。
- 1998年（平成10年）3月 - 鶴岡工業高等専門学校卒業。
- 2001年（平成13年）3月 - 弘前大学卒業。
- 2006年（平成18年）3月 - 東北大学大学院博士課程修了。博士（生命科学）号取得。
  - 4月 -  慶應義塾大学先端生命科学研究所・研究員となる。

## 学会発表
- 2001年（平成13年）4月 - 『マメ科植物において窒素栄養制限下で発現上昇する MYB 遺伝子群の単離』（共同）
- 2002年（平成14年）8月 - 『両性花のアスパラガス属植物（Asparagus virgatus）における花の B クラス遺伝子群の単離と発現解析』（共同）
- 2003年（平成15年）4月 - 『マメ科植物における硝酸態窒素欠乏応答性 MYB 転写因子群とグルタミン合成酵素遺伝子との関連性』（共同）
  - 9月 - 『アスパラガスBACライブラリーの作成』（共同）
  - 12月 - 『マメ科植物において窒素栄養欠乏に応答するR2R3-MYB転写因子群の単離とその機能の推定』（共同）
- 2004年（平成16年）9月 - 『食用アスパラガスにおける花のBクラス遺伝子群のゲノム構造』（共同）
- 2005年（平成17年）6月 - 『Potential of interspecific hybrids in the genus Asparagus』（共同）
  - 8月 - 『イネにおけるトリプトファン合成酵素αサブユニット遺伝子の単離と発現解析』（共同）
  - 8月 - 『Transitional expression of tryptophan synthase alfa subunit (TSA) genes with tryptophan analog treatment in rice』（共同）
  - 10月 - 『食用アスパラガスと日本在来種ハマタマボウキ（Asparagus kiusianus）の種間雑種作出』（共同）
  - 12月 - 『Asparagus 属における性染色体上の非コード領域の比較解析』（共同）
- 2006年（平成18年）3月 - 『アスパラガス（Asparagus officinalis）における雌雄判別マーカーの改変』（共同）
- 2008年（平成20年）10月 - 『オイル産生微細藻・Pseudochoricystis ellipsoideaの脂質メタボローム解析』（共同）
  - 10月 - 『CE-MSを用いたオイル産生微細藻・Pseudochoricystis ellipsoideaのメタボローム解析』（共同）

## 博士論文
- 伊藤卓朗『Genetic variation in genus Asparagus : cross compatibility and flower development （アスパラガス属植物の遺伝的多様性 : 交雑親和性と花器官分化）』（博士（生命科学）論文）甲第11096号、東北大学、2006年3月24日。CRID 1110282785238746496。